# LGBT na Středním východě

Práva a svobody leseb, gayů, bisexuálů a translidí na Středním východě jsou silně ovlivněná přetrvávajícími kulturními tradicemi a náboženskou morálkou tohoto regionu.
Několik středovýchodních zemí se v poslední době stalo terčem mezinárodní kritiky kvůli perzekuci homosexuálů a translidí pokutami, vězením a někdy i smrtí. Najdou se však i země, ve kterých se sociální postoje začínají pomalu zlepšovat, a kde se LGBT komunitě dostává určité ochrany před diskriminací.
Od 60. let minulého století se Izrael stává zemí čím dál více otevřenou LGBT lidem a uznávající jejich práva.
Jordánsko, Bahrajn a Irák patří mezi arabské země, kde homosexuální chování není trestné.
V některých dalších středovýchodních zemí, včetně Turecka a Libanonu, se sociální postoje a zákony mění pomalu, ale přece, díky silné kampani za respekt k lidským právům a pluralitní demokracii.
Některé země naopak zakazují jakýkoli LGBT a jiný lidskoprávní aktivismus. Patří mezi ně například Saúdská Arábie, Kuvajt a Spojené arabské emiráty, kde jsou homosexuální chování, crossdressing a podpora LGBT práv trestné.
Jiné středovýchodní země uznávají a chrání lidská práva transgender lidí, ale ne homosexuálů a bisexuálů.
Jednou z nich je třeba Írán, který umožňuje operativní změnu pohlaví po souhlasu lékařů.
Nejviditelnější a nejvlivnější LGBT aktivismus je znát v Turecku a Libanonu.

## Další literatura
- Beirne, Rebecca and Samar Habib. "Trauma and Triumph: Documenting Middle Eastern Gender and Sexual Minorities in Film and Television" (Chapter 2). In: Pullen, Christopher. LGBT Transnational Identity and the Media. Palgrave Macmillan. 29 February 2012. ISBN 0230353517, ISBN 9780230353510.
- El-Rouayheb, Khaled. Before Homosexuality in the Arab-Islamic World, 1500-1800, Chicago: University of Chicago Press, 2005. See profile page
- Habib, Samar. Female Homosexuality in the Middle East: Histories and Representations. Routledge, July 18, 2007. ISBN 0415956730, ISBN 9780415956734. View pages at Google Books.
- Patanè, Vincenzo. "Homosexuality in the Middle East and North Africa" in: Aldrich, Robert (ed.) Gay Life and Culture: A World History, Thames & Hudson, London, 2006
- Whitaker, Brian. Unspeakable Love: Gay and Lesbian Life in the Middle East. University of California Press, 2006. ISBN 0520250176, ISBN 9780520250178. See pages at Google Books.
- Wright, J. W., Jr. and Everett K. Rowson (editors). Homoeroticism in Classical Arabic Literature. Columbia University Press, 1997.